# Кавелин, Константин Дмитриевич
Константи́н Дми́триевич Каве́лин (1818—1885) — русский правовед, историк, психолог, социолог и публицист.

## Биография
Его отец, Дмитрий Александрович (1778—1851), в 1805 году женился на дочери придворного архитектора Шарлотте Ивановне Белли, от которой имел 7 детей — пятым был Константин. Отец Константина Дмитриевича, директор Главного Педагогического института, переименованного в 1818 году в Санкт-Петербургский университет, приятель В. Жуковского, А. Тургенева, С. Уварова, был заметной персоной великосветских салонов и уважаемым участником влиятельного литературного кружка «Арзамас».
Первоначальное образование Константин Кавелин получил дома; в 1833—1834 годах к поступлению в Московский университет его готовили К. А. Коссович и В. Г. Белинский. В 1835 году он начал учиться на историко-филологическом отделении философского факультета университета, но уже в ноябре перевёлся на юридический факультет, где в качестве своекоштного студента слушал лекции молодых правоведов Н. И. Крылова (римское право) и П. Г. Редкина (энциклопедия права). В студенческие годы он сблизился с братьями Киреевскими, Петром и Иваном Васильевичем. В мае 1839 года Кавелин окончил курс Московского университета кандидатом прав, получив золотую медаль за сочинение «О римском владении».
В начале 1840-х годов он примкнул к западникам, стал близок Т. Н. Грановскому. В 1842 году, по воле родителей, он поступил в Петербурге на службу в Министерство юстиции, — помощником столоначальника. В это время он стал участником кружка Белинского. Активно сотрудничал и с другими знаменитыми столичными западниками — Н. А. Некрасовым, И. И. Панаевым, И. С. Тургеневым, авторитет которых, видимо, серьезно повлиял и на умонастроения самого Кавелина, в его мировоззрении всё больше и больше утверждались западнические представления о будущем России.
В начале 1843 года он ездил в Москву убеждать родителей, что петербургская служба сгубит его. Это ему удалось, и 24 февраля 1844 года, защитив в Москве магистерскую диссертацию «Основные начала русского судоустройства и гражданского судопроизводства в период времени от Уложения до Учреждения о губерниях», К. Д. Кавелин стал магистром гражданского права, а 25 мая 1844 года был определён в Московский университет «исправляющим должность адъюнкта для преподавания в 1-м курсе юридического факультета истории русского законодательства». В 1846 году он был утверждён адъюнктом и ему было поручено ещё и чтение лекций о русских государственных и губернских учреждениях и законах о состояниях — для студентов всех факультетов. В этот период он близко сошёлся с А. И. Герценом, войдя в его московский кружок. В «Отечественных записках» и «Современнике» он поместил ряд статей по русской истории и истории русского права, составивших ему почётное имя.
Деятельность К. Д. Кавелина в Московском университете была плодотворной как для отечественной истории, юриспруденции, так и для русского просвещения в целом. Студенты и вольнослушатели восхищались его лекциями. К. Н. Бестужев-Рюмин был очевидцем, как старшекурсники встречали Кавелина аплодисментами. 
По воскресеньям Константин Дмитриевич устраивал для студентов научные беседы: объяснял направления работы, снабжал источниками, а двум наиболее ярким ученикам — Афанасьеву и Егунову — положил начало научной деятельности. А. Н. Егунов стал оригинальным статистиком, написавшим несколько работ о торговле в Древней Руси, о взаимовлиянии цен на хлеб и местных условий, экономического быта; А. Н. Афанасьев стал известным собирателем русских народных сказок и авторитетным исследователем русского народного быта. Но, пожалуй, самым талантливым учеником Кавелина (а позднее и его соратником) стал Борис Николаевич Чичерин — историк-государственник и публицист. Его перу принадлежит первое на русском языке систематическое описание государственного устройства Англии и Франции. Он отмечал, что курс Кавелина в университете «был превосходен во всех отношениях, и по форме, и по содержанию».
В 1845 году Кавелин женился на Антонине Фёдоровне Корш (1823—1879) — сестре известных публицистов и литераторов Е. Ф. Корша и В. Ф. Корша; у них родились сын Дмитрий (1847—1861) и дочь Софья, вышедшая замуж за художника П. А. Брюллова.
В 1847—1848 гг. он также преподавал законоведение в Александровском сиротском институте.
Летом 1848 года К. Д. Кавелин и П. Г. Редкин из-за конфликта с Н. И. Крыловым покинули Московский университет.
С 1848 по 1857 год К. Д. Кавелин часто менял место службы в Петербурге и, наконец, 1857 году он был приглашён на кафедру гражданского права в Петербургский университет и одновременно, при участии Великой Княгини Елены Павловны получил поручение преподавать русскую историю и гражданское право наследнику престола, старшему сыну императора Александра II, цесаревичу Николаю Александровичу (это преподавание длилось с сентября 1857 г. по апрель 1858 г.).
Ещё в 1855 году К. Д. Кавелин составил и распространял в списках «Записку» об освобождении крестьян с землёй за выкуп в пользу помещиков при содействии государства, опубликованную А. И. Герценом (частично) в «Голосах из России» в 1857 году и Н. Г. Чернышевским в журнале «Современник» (№ 4) в 1858 году. Это привело к отстранению Кавелина от преподавания наследнику престола.
В 1859 году Кавелин был вынужден отправиться для лечения за границу, а в конце 1861 года, после волнений в петербургском университете, вместе с А. Н. Пыпиным, М. М. Стасюлевичем, В. Д. Спасовичем и Б. И. Утиным он оставил университет.
Его предположение перейти во вновь открытый Новороссийский университет не осуществилось, и он по поручению А. В. Головнина изучал за границей устройства учебных заведений Франции, Швейцарии и Германии. С 1864 года работал юрисконсультом в Министерстве финансов.
С конца 1850-х годов сблизился со славянофилами. В 1866 году представил императору консервативную записку «О нигилизме и мерах против него необходимых». В 1860—1880 годах выступал против материализма в психологии и этике. Впоследствии ушёл и от западничества, и от славянофильства. По его мнению: «воззрения западников и славянофилов — анахронизмы. Теперь возможно только одно воззрение — национальное, русское, основанное на изучении реальных явлений в жизни русской земли, русского народа, прошлой и настоящей, без всякой предпосылки…».
Профессорская деятельность оставалась для него закрытой до 1877 года. Эти годы занимается общественной деятельностью и развитием сельского хозяйства у себя в имении (Иваново Белёвского уезда Тульской губернии). В 1873 году он ввёл в своем ивановском имении плодопеременную девятипольную систему хозяйства, и при небольшом количестве всей его земли в Иванове поля эти были весьма небольшого объёма. Кроме многопольного хозяйства, много других нововведений сделано им в Иванове: обширный кирпичный скотный двор, костяное удобрение, травосеяние, сенокосилки и сеноворошилки, конные грабли и т. п.
В 1878 году К. Д. Кавелин занял кафедру гражданского права Военно-юридической академии.
В 1882—1884 годах Кавелин был президентом Вольного экономического общества.
Умер 3 (15) мая 1885 года от крупозного воспаления лёгких. Был похоронен на Литераторских мостках Волковского кладбища. На его похороны пришли видные деятели культуры и науки, студенты Военно-юридической академии. На одном из венков от офицеров академии была надпись: «Учителю Права и Правды!». 

## Труды
Общие вопросы истории освещал через призму правовых отношений и придавал изложению публицистическую форму. Наряду с Б. Н. Чичериным стал основателем государственной школы в русской историографии. Вопреки славянофилам, доказывает, что весь русский общественный и государственный быт изначально «строился» не на общинных, а на «домовых», патриархальных кровно-родственных связях и отношениях. Именно эта теория «домового» была развита в «государственную школу» в русской историографии, а её тезисное изложение в публичных выступлениях автора ставит его имя рядом с именем Грановского. Развивал идею о решающей роли государства в жизни народа. Государство, по мнению Кавелина, явилось высшей формой общественного бытия в истории России, а власть — инициатором и гарантом прогресса. Кавелин весьма убедительно доказал решающую роль самодержавного государства в русской истории, подчеркивал значимость самодержавия не просто в борьбе за независимость и существование русского государства, сохранение российского народа, но и рассмотрел самодержавие как основное, главное и необходимое условие существования на исторической карте мира самой России, самого русского народа. В этом была его принципиальная позиция.

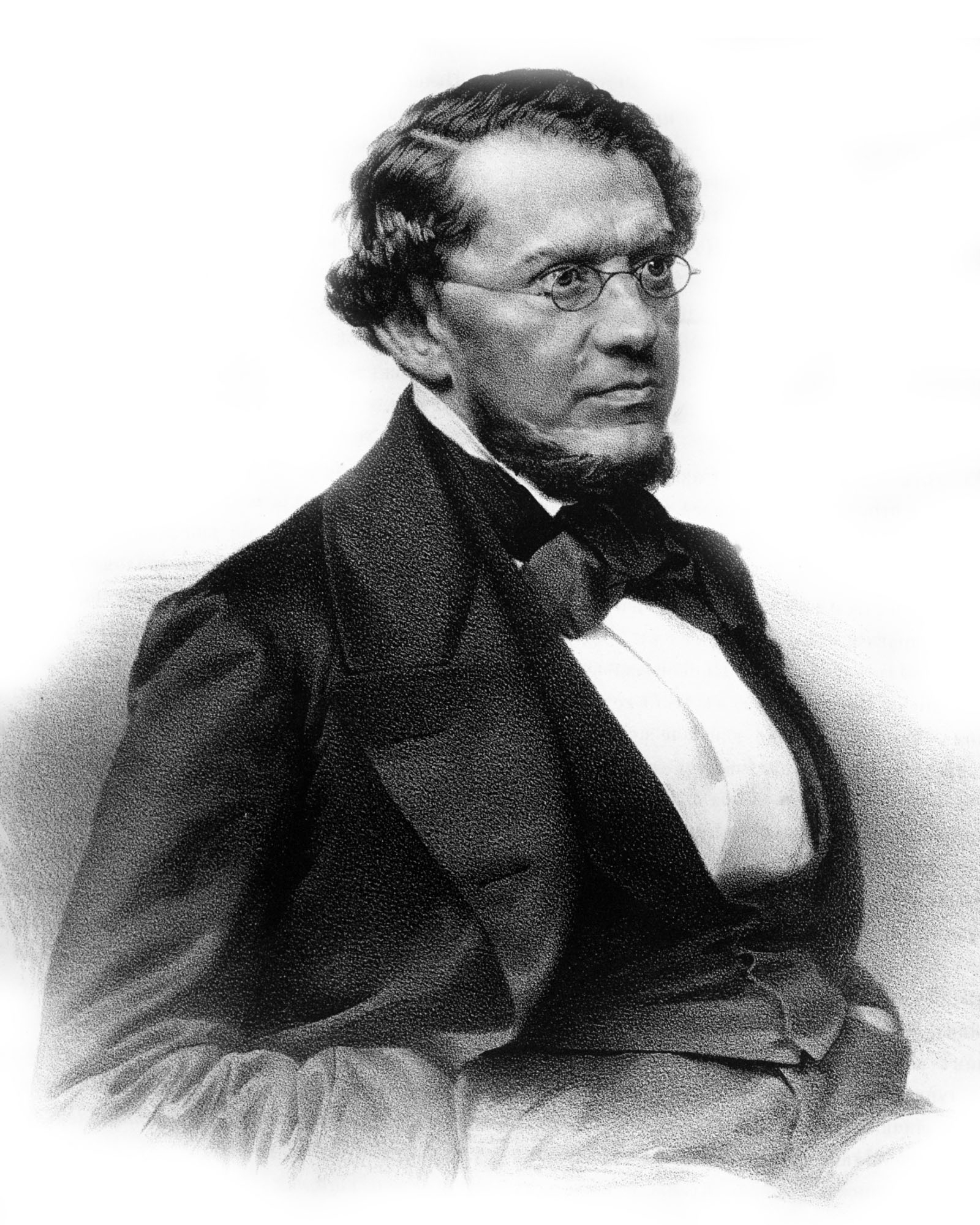
К. Д. Кавелин

К. Д. Кавелин известен и как общественный деятель. Он автор той самой знаменитой «Записки об освобождении крестьян», расходившейся в рукописных списках, имевшей революционный фурор в общественном сознании России, она стремительно сделала Кавелину политическое имя, ставшей знаменем перемен эпохи императора Александра II; сыграла большую роль и в его личной судьбе, и в подготовке крестьянской реформы 1861 года. «Записка» настолько всколыхнула общественное мнение, что уже практически в самом начале своего царствования, в марте 1856 года, император Александр II публично высказывается на традиционной встрече с уездными представителями от дворянства о необходимости отменить крепостное право сверху, не дожидаясь, пока это произойдет снизу в самых непредсказуемых формах.
Пути общественного развития Кавелин видел в гармонизации интересов личности и общества, в поиске их единства. Он говорил, что больное место всех мировоззрений «есть глубокий мрак, которым до сих пор окружена связь между единичным, индивидуальным, личным существованием» и обществом, его «объективными условиями». Личность по Кавелину, «первый стимул всякого движения и развития», из этой основной ячейки выходит вся человеческая премудрость, весь мир знания, верований, искусства, учреждений гражданских и политических, все те многообразные приемы, которыми человек заставляет материальную природу служить себе. Он выдвинул свою теорию развития личности, в которой предлагал, в отличие от западных философов, историков, социологов выделять в процессе исторического развития личности две составляющие: личный компонент (заинтересованность, собственность и т. д.) и учет общественных возможностей.
К. Д. Кавелин одним из первых отечественных ученых всерьез взялся за всестороннее исследование сельской общины, по своему доказал, что она является главнейшей несущей опорой социальной и экономической устойчивости России, что её разрушение разрушит тысячелетние обычаи крестьянского мира, вызовет упадок экономики и падение самого русского государства. Исходя из этих убеждений, Кавелин выступал против личной собственности крестьян на землю, считая, что она, приведет к их массовому обнищанию. Он предлагал передавать землю крестьянам в пожизненное пользование с правом наследования, но без права продажи, а выделение земли, по его мнению, должно осуществляться строго в рамках уже существующих общин — коллективных владельцев земли.
К трудам философского характера относятся «Задачи психологии» (1872) и «Задачи этики» (1884). Здесь Константин Дмитриевич предлагает обозначить как собственно методологию научного знания в целом и регулятором общественной и экономической жизни в частности. «Коренное зло европейских обществ, не исключая и нашего, заключается в недостаточном развитии и выработке внутренней, нравственной и душевной стороны людей», — пишет Кавелин. Его удивляет, что на этот аспект общественной и человеческой жизни совсем не обращается внимания. А ведь ни один юридический закон, никакая политическая форма, как бы совершенны они не были, не могут держаться ни одной минуты, если «люди, посреди которых они действуют, не имеют нравственных убеждений». Общество состоит из личностей. И если не устроена «внутренняя сторона», нравственная сторона всех составляющих данное общество личностей, это неизбежно отзывается неустроенностью всего государственного организма, в том числе, и экономической разрухой.
Исторические взгляды Кавелина сформулированы в работах: «Взгляд на юридический быт Древней России» (1847), «Краткий взгляд на русскую историю» (1887), «Мысли и заметки о русской истории» (1866). Ученый призывал считать русскую историю самобытной: «Множество „взглядов на русскую историю“ брошено, множество „теорий русской истории“ построено… На древнюю русскую историю смотрели с точки зрения истории всех возможных восточных и западных, северных и южных народов, и никто её не понял, потому что она в самом деле не похожа ни на какую другую историю». Кавелин-историк обосновывает положение о том, что современный быт русского крестьянина и этнографический материал являются более важными источниками для изучения древнейшей культуры и быта, чем свидетельства летописей и других письменных документов. Им была разработана оригинальная концепция «двора» или «дома» как структурной социально-экономической единицы России. В основе всех частных и общественных отношений в Великороссии, как утверждает Кавелин, лежит один прототип, из которого все выводится, — а именно, «двор», или «дом», с домоначальником во главе, с подчиненными его власти чадами и домочадцами. Эта особенность великорусского быта имеет особую важность, и ею объясняется не только своеобразность русского исторического пути, но и особенности политического, экономического и социального развития. В том числе, и крепостное право.
В 1859 году К. Т. Солдатенков и Н. М. Щепкин издали сочинения К. Д. Кавелина в 4-х томах.
В 1900 году, было издано полное собрание сочинений К. Д. Кавелина (под редакцией профессоров Л. З. Слонимского и Д. А. Корсакова — племянника Константина Дмитриевича, написавшего впоследствии Воспоминания о Кавелине).

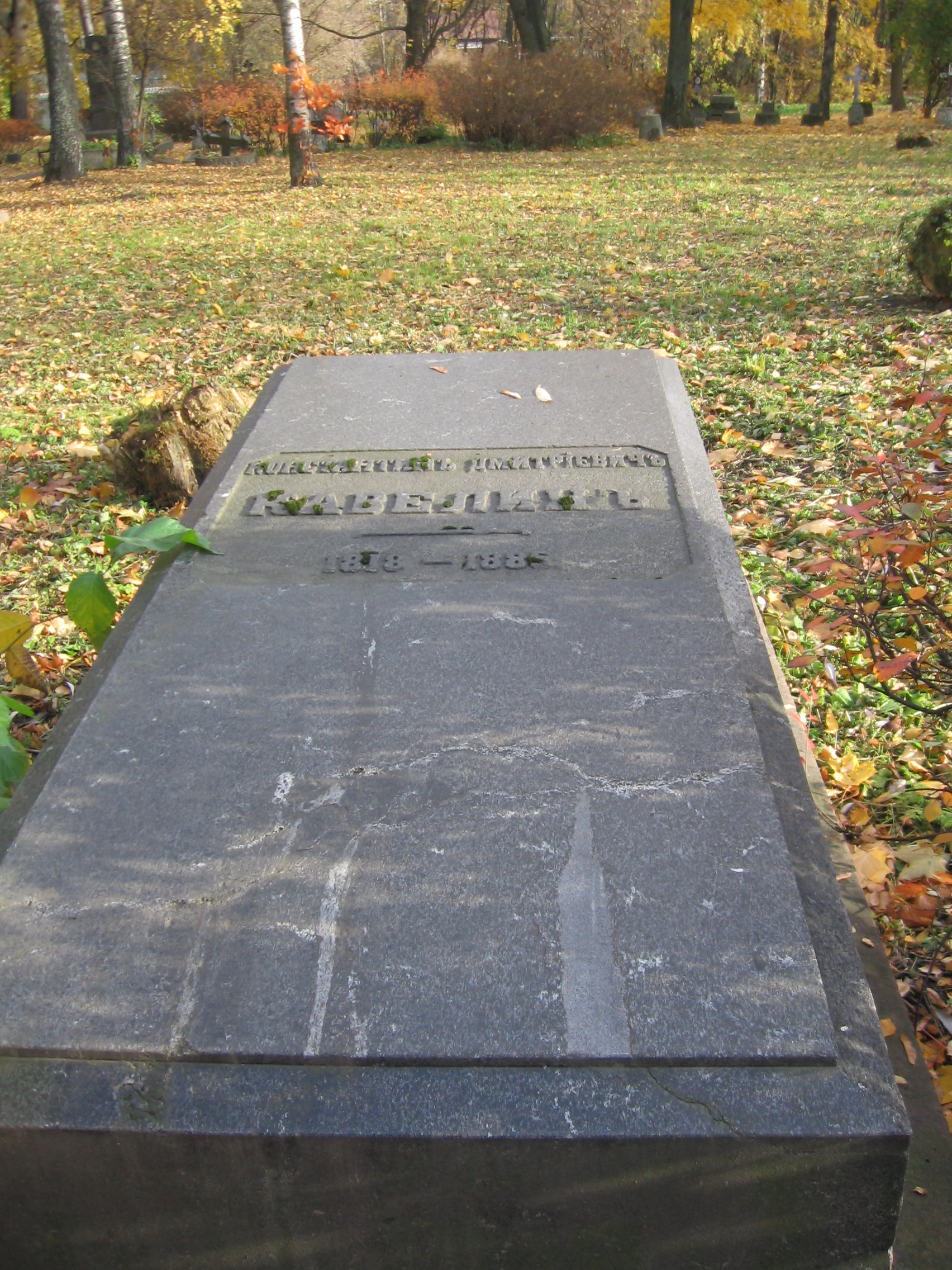
Надгробие К. Д. Кавелина на Литераторских мостках